# Cyborg (Album)
Cyborg ist ein instrumentales Album des deutschen Musikers Klaus Schulze, welches im Jahr 1973 aufgenommen wurde.
Es stellt einen Meilenstein in der Musik Klaus Schulzes dar, da der Künstler zum ersten Mal Synthesizer verwendete, die für seine musikalische Zukunft entscheidend sein sollten. Vorher nutzte er für seine Musik elektronische Orgeln sowie verzerrte Tonbandaufnahmen eines Orchesters – sein erstes Album Irrlicht hatte daher noch eher Elemente der Musique concrete.
Das Album wurde mit zwei verschiedenen Covern veröffentlicht. Die ursprüngliche Version ist eine Fotomontage von Peter Geitner, in der Schulze selbst vor einem mit rot-schwarzen Mustern bedeckten Hintergrund zu sehen ist. Dieses Cover wurde auch variiert bzw. der Künstlername und Albumtitel vom Bild selbst in einen weißen Rahmen verlegt, welcher es umgibt. Bei einer Wiederveröffentlichung auf dem Brain-Label 1975 kam ein surrealistisches Ölgemälde von Urs Amann zum Einsatz, der auch schon 1972 für Irrlicht das Cover gemalt hatte.

## Titelliste
- Geschrieben und arrangiert von Klaus Schulze

1. Synphära – 22:48
2. Conphära – 25:51
3. Chromengel – 23:49
4. Neuronengesang – 24:43
5. But Beautiful – 50:55

Bei der Wiederveröffentlichung des Albums 2005 wurde But Beautiful als Bonustitel beigefügt. Es handelt sich dabei um eine Liveaufnahme eines Schulze-Konzertes in Brüssel 1977.
| Professionelle Bewertung | Professionelle Bewertung |
| ------------------------ | ------------------------ |
| Quelle                   | Bewertung                |
| Allmusic                 | [ 1 ]                    |

## Besetzung
- Klaus Schulze – Farfisa-Orgel, EMS VCS 3 und Effektgeräte

## Produktion
- Produktion von Klaus Schulze und Klaus D. Mueller
- Layout-Design von Thomas Ewerhard
- Fotografien von Klaus D. Müller
- Illustrationen und Cover-Design von Urs Amann und Peter Geitner